# Jennifer Yuh Nelson
Jennifer Yuh Nelson (1972. május 7.–), más néven Jennifer Yuh, koreai-amerikai forgatókönyvíró és filmrendező. Ő a Kung Fu Panda 2., a Kung Fu Panda 3. és a Sötét elmék rendezője. Yuh a második nő, aki kizárólag animációs filmet rendezett egy nagy hollywoodi stúdiónál, és egyike azon kevés ázsiai-amerikai rendezőknek, akik pénzügyileg is sikeresek.
A Kung Fu Panda nyitófilmjének rendezéséért elnyerte a legjobb animációs filmes forgatókönyvért járó Annie-díjat, és ő volt a második nő, akit a Kung Fu Panda 2.-ben végzett munkájáért a legjobb animációs filmért járó Oscar-díjra jelöltek. A film az egyik legsikeresebb női rendezésű filmnek számított anyagilag.

## Élete és pályafutása
Yuh 1972-ben született Dél-Koreában, és 4 éves korában szüleivel és két nővérével az Amerikai Egyesült Államokba költözött. Fiatalon kezdett el rajzolni és vázlatokat készíteni, miközben érdeklődése a 80-as évekbeli akciófilmek és az anime iránt alakult ki. Kedvenc filmrendezői James Cameron, Ridley Scott és Ótomo Kacuhiro voltak. Yuh a kaliforniai Lakewoodban töltötte gyermekkorát, ahol szívesen nézett harcművészeti filmeket, játszott autókkal és rajzolt. „3 éves korom óta rajzolok, és majdnem ugyanennyi ideje készítek filmeket a fejemben. Valójában a rajzolás volt számomra a módja annak, hogy kifejezhessem ezeket a filmeket, amikor nem volt más eszközöm erre” - mondta Yuh. Kislányként órákig ült a konyhaasztalnál, és nézte, ahogy az édesanyja rajzol, minden egyes vonását lemásolva. Gyerekként a testvéreivel meséket fantáziált, és azért tanult meg rajzolni, hogy ezeket a történeteket lejegyezhesse. Yuh a pályafutása szálait ezekre a meghatározó családi élményekre vezeti vissza.
A művészet iránt érdeklődő Yuh követte testvéreit a Long Beach-i Kaliforniai Állami Egyetemre, ahol képzőművészeti alapdiplomát szerzett illusztrációból. Ott ismerkedett meg az animációval: „Amikor évekkel később a főiskolán voltam, egy veterán forgatókönyv-művész eljött az osztályomba beszélgetni. Megmutatta nekünk, hogyan rajzolt filmeket a megélhetésért. Az eszem felrobbant. És ez vezetett az animációs karrieremhez.” Jennifer ezután követte nővéreit az animációs iparba, először a Jetlag Productionsnél dolgozott tisztítóművészként, ahol különböző direkt videofilmeket is alkotott. Miután rövid ideig a Hanna-Barbera Productionsnél dolgozott a Cartoon Network számára készített Vagány Johnny című sorozaton, később 1997-ben az HBO Todd McFarlane Spawn című sorozatához szerződtette forgatókönyvíróként.

## Filmográfia

### Nagyjáték filmek
| Év   | Cím                               | Szerep                                                                   |
| ---- | --------------------------------- | ------------------------------------------------------------------------ |
| 1998 | Sötét város                       | Produkciós illusztrátor/történet előadó                                  |
| 2002 | Szilaj, a vad völgy paripája      | történet előadó                                                          |
| 2003 | Szindbád – A hét tenger legendája | történet vezető                                                          |
| 2005 | Madagaszkár                       | történet előadó                                                          |
| 2008 | Kung Fu Panda                     | történet vezető Annie-díj a legjobb animációs filmes forgatókönyvírásért |
| 2011 | Kung Fu Panda 2.                  | rendező Annie-díj a legjobb játékfilmes rendezésért                      |
| 2016 | Kung Fu Panda 3.                  | rendező (Alessandro Carlonival)                                          |
| 2018 | Sötét elmék                       | rendező                                                                  |
| 2019 | Így neveld a sárkányodat 3.       | további történet előadó                                                  |

### Televízió
| Év        | Cím                               | Szerep                                          |
| --------- | --------------------------------- | ----------------------------------------------- |
| 1997      | Vagány Johnny                     | Karaktertervező, háttértervező, forgatókönyvíró |
| 1997      | A szellemirtók legújabb kalandjai | forgatókönyvíró                                 |
| 1997–1999 | Todd McFarlane’s Spawn            | Karaktertervező, háttértervező, rendező         |
| 1998      | Spicy City                        | Sztori, vizuális effektek vezetője              |
| 2008      | HBO First Look                    | Önmaga                                          |
| 2012      | IC Places Hollywood               | Önmaga                                          |
| 2016      | Tavis Smiley                      | Önmaga                                          |
| 2018      | Kore Conversations                | Önmaga                                          |
| 2021      | Love, Death & Robots              | Vezető rendező, irányító: "Pop Squad"           |

### Videók
| Év   | Cím                                        | Szerep               |
| ---- | ------------------------------------------ | -------------------- |
| 1994 | Hamupipőke                                 | tervező asszisztens  |
| 1994 | Happy, the Littlest Bunny                  | tervező asszisztens  |
| 1994 | Leo the Lion: King of the Jungle           | tervező asszisztens  |
| 1994 | Karácsonyi ének                            | tervező asszisztens  |
| 1995 | Alice Csodaországban                       | tervező asszisztens  |
| 1995 | Magic Gift of the Snowman                  | tervező asszisztens  |
| 1995 | A dzsungel könyve                          | tervező asszisztens  |
| 1995 | Heidi                                      | tervező asszisztens  |
| 2003 | Sinbad and the Cyclops Island              | történetíró          |
| 2008 | Kung Fu Panda: Secrets of the Furious Five | forgatókönyv készítő |

## Fordítás
- Ez a szócikk részben vagy egészben  a   Jennifer Yuh Nelson című angol Wikipédia-szócikk fordításán alapul.  Az eredeti cikk szerkesztőit annak laptörténete sorolja fel. Ez a jelzés csupán a megfogalmazás eredetét és a szerzői jogokat jelzi, nem szolgál a cikkben szereplő információk forrásmegjelöléseként.